# 格利泽758
GJ 758，是一颗位于天琴座的GV恒星，位于銀經66.07，銀緯8.38，距离地球约50光年，视星等为6.4，裸眼很难辨认它，但可以通过小型望远镜轻易找到它。
2009年11月9日，Thalmann等人利用日本昴星团望远镜的高对比度日冕成像仪和自适应光学系统(HiCIAO)通过遮挡中央恒星的光芒的方法发现围绕GJ 758旋转的类行星天体GJ 758 B和GJ 758 C，这两颗天体可能是太阳系外行星，也有可能是褐矮星。其中GJ 758 B的表面温度大约为593 K (320 °C)，相对于它的大小而言偏低，它是迄今位置成像观测在类太阳恒星周围发现的温度最低的天体，同时也是第一颗在类太阳恒星周围通过直接探测发现的类行星天体。如果观测结果得到确认GJ 758 B将是少数几颗通过直接探测而发现的太阳系外行星。
| 成員 (依恆星距離) | 质量         | 半長軸 (AU)  | 轨道周期 (天)   | 離心率         | 傾角 | 半径 |
| ----------------- | ------------ | ------------ | --------------- | -------------- | ---- | ---- |
| B                 | 20+20 −10 M⊕ | 291+367 −121 | 54.5+63.5 −20.6 | 0.69+0.17 −0.2 | —    | —    |
| C                 | 11.7-46.5 M⊕ | ~19          | ?               | ?              | —    | —    |